# Günther Adler
Günther Adler (* 1933) ist ein deutscher Volkswirt und wegen Mordes verurteilter Straftäter. Er wurde bekannt als Zentralfigur im Zusammenhang mit Erörterungen über die Möglichkeit der Einführung einer freiwilligen Todesstrafe in der BRD im Jahr 1987.

## Leben
Adler stammte aus Ostpreußen. Er studierte Volkswirtschaftslehre und machte sich anschließend als diplomierter Volkswirt mit einem „Büro für Entwicklungsplanungen“ in Karlsruhe selbständig. Das Büro beriet, spezialisiert auf Marktforschung, Kommunen und Kreise. Insbesondere entwickelte Adler sich aber zu einem Experten für Dienstleistungen in Ländern des afrikanischen Kontinents.  Er ist Vater von fünf Kindern und war zum Zeitpunkt der Tat verheiratet.

## Entführung und Ermordung von Cornelia Becker (1980)
Am frühen Morgen des 3. November 1980 – gegen 7.00 Uhr – brachte Günther Adler die damals elfjährige Cornelia Becker, Tochter des Lackfabrikanten Peter Becker, mit dessen Firma er seit 1974 in geschäftlichem Kontakt stand, in seine Gewalt. Als das Mädchen auf dem Weg zur Schule war, veranlasste er sie, in sein Auto einzusteigen, und brachte sie in den Aktenkeller seines Büros. Dort erschlug Adler das Kind sofort von hinten mit einem Hammer. Die Leiche verwahrte er knapp zwei Wochen lang in seinem Keller, um sie dann in einem Plastiksack in einen Wald bei Karlsruhe zu schaffen und zu vergraben. Nach mehreren Wochen wurde die Tote dort, kurz vor Weihnachten 1980, durch den Sohn eines örtlichen Försters entdeckt.
Kurz nach Cornelias Entführung hatte Adler sich – den Tod des Mädchens verheimlichend – anonym in einem Erpresserschreiben an die Eltern gewendet und ein Lösegeld in Höhe von 2 Millionen DM. gefordert. In den folgenden Wochen kontaktierte er sie immer wieder, erst brieflich, dann auch telefonisch. Er wiederholte seine Forderung und teilte Modalitäten zur Übergabe des Lösegeldes mit. Sein letztes Schreiben erhielten die Beckers am 27. November. Ihre Bitten um ein Lebenszeichen wies Adler zurück. Als Motiv für die Entführung gab er später finanzielle Schwierigkeiten – er war mit 800.000 DM verschuldet – seines Planungsbüros an. Da die Eltern des Mädchens zu seinen Kunden gehört hatten, wusste er um ihre Vermögenswerte. Die Tötung des Kindes begründete Adler nach seiner Ergreifung damit, dass er so gehandelt habe, da man „nicht weiß, wohin damit, und damit es nicht mehr reden kann, weil man sonst aufkommt“.
Während der knapp zwei Monate November und Dezember 1980 zog der Entführungsfall Cornelia Becker ein erhebliches Maß an Aufmerksamkeit in der deutschen Öffentlichkeit auf sich: So berichteten die großen Tageszeitungen und Nachrichtenmagazine – z. B. Der Spiegel und Die Zeit – und das Fernsehen laufend und ausgiebig über das Verschwinden des Kindes. Papst Johannes Paul II. richtete sich während eines Deutschlandbesuches in einer Predigt, die er am 15. November 1980 in Köln hielt, an die noch nicht identifizierten Entführer und bat sie um Erbarmen mit ihrem Opfer („Im Namen der Menschlichkeit appelliere ich an das Gewissen der Entführer: Laßt ab von eurem grausamen Tun! Gebt das unschuldige Kind Cornelia unverzüglich frei!“).

## Verhaftung und Verurteilung
Am 21. Dezember 1980 wurde Adler schließlich verhaftet, nachdem drei Personen unabhängig voneinander die Stimme des Entführers von Cornelia Becker identifiziert hatten. Die Tonbandaufnahme von einem seiner Anrufe war in Rundfunk und Fernsehen gesendet worden. Bei einer Hausdurchsuchung in Adlers Haus entdeckte man Blutspritzer an einigen Regalen im Keller, deren Blutgruppe der von Cornelia entsprach. Außerdem zeigte sich, dass die an ihre Eltern verschickten Erpresserschreiben mit Adlers Schreibmaschine angefertigt worden waren.
Die Staatsanwaltschaft erhob Anklage beim Landgericht Karlsruhe, am 8. Februar 1982 begann der Prozess. Adlers Verteidigung übernahmen die Rechtsanwälte Edgar Liebruck und Ernst Eggler. In der Sitzung der Hauptverhandlung vom 12. Februar 1982 gestand Adler schließlich die Tötung des Kindes. Anschließend wurde er wegen Mordes in Tateinheit mit erpresserischem Menschenraub und versuchter räuberischer Erpressung zu lebenslanger Haft verurteilt und in die Justizvollzugsanstalt Mannheim überstellt.
Die Öffentlichkeit verfolgte den Prozess gegen Adler aufmerksam. Der Zuschauerraum des Karlsruher Gerichts war ständig voll besetzt, wobei es zu zahlreichen Feindseligkeiten kam. So blies eine Frau vor der Absperrung zum Gerichtssaal, nachdem die Anklage „nur“ lebenslange Haft gegen Adler beantragt hatte, das Signal „Aufbruch zur Jagd“. Eine andere Zuschauerin rief wiederholt dazu auf, ihn zu „Hackfleisch“ zu verarbeiten. Wieder andere Personen forderten seine Kastration mit einem stumpfen Messer. Während der Ermittlungen und des Prozesses, insbesondere aber nach der Verurteilung Adlers, wurde vielfach die Forderung erhoben, dass, wenn die staatlich vollstreckte Todesstrafe schon abgeschafft sei, er ersatzweise – aus einem inneren Anstandsgefühl heraus – die Pflicht habe, sich zur Sühne für seine Tat selbst das Leben zu nehmen. Dies hatten einige andere inhaftierte Kindesentführer – so Emil Tillmann, der Mörder des siebenjährigen Joachim Göhner im Jahr 1958, und Karl Dorfner, Mörder der sechzehnjährigen Renate Putz 1971 – in den ersten Nachkriegsjahrzehnten getan.

## Antrag auf freiwillige Todesstrafe
Nach mehreren Jahren Haft gelangte Adler um 1985 zu der Auffassung, dass der Tod dem Leben im Gefängnis vorzuziehen sei. Denn nach einer Haftstrafe von 10, 15, 20 Jahren oder mehr sei der Gefangene, selbst wenn er noch einmal freikomme, nicht „ein geläuterter und resozialisierter Mensch, sondern eine jämmerliche Vollzugskreatur, ein psychisches und physisches Wrack“. Da habe ein Weiterleben keinen Sinn mehr. Weil er die ihm im Strafvollzug de facto zur Verfügung stehenden Möglichkeiten zur Selbsttötung, beispielsweise eine Selbsterhängung mit dem Bettlaken in seiner Zelle, ablehnte, beantragte er ab 1986 staatliche Beihilfe zum Suizid bei der JVA Mannheim und anschließend bei diversen Gerichten.
Nachdem alle Stellen Adlers Ersuchen abgelehnt hatten, reichte er 1987 eine Beschwerde beim Bundesverfassungsgericht ein. Er argumentierte, dass die „staatliche Gewalt“ ihm die Mittel verwehre, sein „Leben auf menschenwürdige Art – unter Verwendung hierzu tauglicher toxischer Präparate – zu beenden“. Hierdurch sei er gezwungen, entweder ein „sinnloses“ und elendes Leben als Gefangener zu führen oder aber seinem Leben „unter ungünstigen Bedingungen“ – d. h. durch Anwendung unzuverlässiger und qualvoller Suizidmethoden – ein Ende zu machen. Um die Ernsthaftigkeit und Fundiertheit seines Ersuchens zu untermauern, legte Adler diesem einen 54-seitigen Schriftsatz (inklusive Fußnoten) bei. Darin beruft er sich auf zahlreiche wissenschaftliche und philosophische Werke, die sich mit Themen wie der psychischen Deformierung durch längere Inhaftierung und dem Recht des Menschen auf Freitod befassen. Das Gericht sollte die für seine Betreuung und Bewachung zuständigen Organe verpflichten, ihm geeignete Mittel für einen schnellen und schmerzfreien Suizid auf Medikamentenbasis zur Verfügung zu stellen. Sein Fazit lautet, dass weder das Grundgesetz als Grundlage des bestehenden politisch-juristischen Systems noch nachgeordnete Gesetze den Staat berechtigten, ihn „an der Selbsttötung zu hindern“ oder ihm die Mittel für einen menschenwürdigen Suizid vorzuenthalten. Auch könne man einen Freitod nicht als „Flucht aus der Strafe“ bewerten, denn dies wäre ja ein Eingeständnis seitens des Staates, dass die Todesstrafe weniger schwer wiege als ein langjähriger Freiheitsentzug.
In der Presse fand der Vorgang als Antrag auf „freiwillige Todesstrafe“ Beachtung. Zum Teil, so im Spiegel, wurde dabei in dialektischer Weise räsoniert, dass „je stärker Adler in der Sache argumentiert, desto schwächer […] seine Behauptung“ wirke, „das Dasein hinter Gittern sei sinnlos“. Hierin zeige sich vielmehr, dass auch das eingeschränkte Leben im Gefängnis einen konstruktiven Inhalt haben könne.
Das Bundesverfassungsgericht lehnte 1987 Adlers Verfassungsbeschwerde schon im Vorprüfungsverfahren ab, wobei es sich auf die dem Staat auferlegte Schutzpflicht für das Leben berief.
Adler wurde 2005 aus der Haft entlassen.